# مقاطعة سبليت-دالماسيا

موقع المقاطعة بالنسبة لكرواتيا.

مقاطعة سبليت-دالماسيا Splitsko-dalmatinska županija هي إحدى مقاطعات كرواتيا ومركزها مدينة سبليت.